# Эл Массри, Ясмин
Ясмин Эл Массри (англ. Yasmine Al Massri) — ливанская актриса. Она родилась в Ливане в семье палестинца и египтянки, а в 2000 году переехала в Париж, где в 2007 году окончила Национальную высшую школу изящных искусств. В 2007 году она дебютировала с одной из главных ролей в кинофильме «Карамель», после чего продолжала появляться в различных фильмах.
В 2014 году Эл Массри дебютировала на американском телевидении с одной из основных ролей в недолго просуществовавшем сериале NBC «Череп и кости». В 2015 году Эл Массри начала сниматься на регулярной основе в сериале ABC «Куантико».

## Фильмография
| Год         | Название на русском | Название на английском | Роль             | Примечания                                                   |
| ----------- | ------------------- | ---------------------- | ---------------- | ------------------------------------------------------------ |
| 2007        | Карамель            | Caramel                | Нисрин           | Номинация — Asia Pacific Screen Award за лучшую женскую роль |
| 2008        |                     | Al-mor wa al rumman    | Камар            |                                                              |
| 2010        | Мирал               | Miral                  | Надя             |                                                              |
| 2011        | В прошлую пятницу   | Al Juma Al Akheira     | Дэлал            |                                                              |
| 2014        | Череп и кости       | Crossbones             | Селима Эль Шарад | Регулярная роль, 9 эпизодов                                  |
| 2015 — 2018 | Куантико            | Quantico               | Нима / Рейна     | Регулярная роль                                              |